# Autoroute A23 (Portugal)
Pour les articles homonymes, voir A23.
L'autoroute portugaise A23  E 806  (Auto-estrada da Beira Interior) est une autoroute reliant Torres Novas à Guarda en passant par Castelo Branco. Elle est longue de 217 km. Elle permet de relier l'  (Porto-Lisbonne), à hauteur de Torres Novas, à l' permettant de rejoindre la frontière de Vilar Formoso. La principale vocation de cette autoroute est d'alléger le réseau local mais elle est devenue également un axe majeur permettant la liaison entre Lisbonne et le reste de l'Europe via le territoire portugais.
Depuis le premier janvier 2025 l'autoroute  A23 est de nouveau devenue gratuite, par décret à la suite d'un vote du gouvernement le 2 mai 2024. Ce décret rend aussi gratuite d'autres autoroutes portugaises.
L'A23 n'était plus gratuite depuis le 8 décembre 2011 (à la suite de la politique du gouvernement de supprimer les SCUT). Le péage était assuré par des portiques automatiques en flux libre (free-flow) pour un coût avoisinant les 19€30 pour parcourir l'ensemble de l'autoroute.

## Historique des tronçons
| Tronçon                          | État                                                   | km   |
| -------------------------------- | ------------------------------------------------------ | ---- |
| Torres Novas () - Abrantes-Ouest | En service                                             | 40   |
| Abrantes-Ouest - Mouriscas       | En service (2000) (Concession: SCUT da Beira Interior) | 12,1 |
| Mouriscas - Gardete              | En service (2002) (Concession: SCUT da Beira Interior) | 28,2 |
| Gardete - Castelo Branco-Nord    | En service (2003) (Concession: SCUT da Beira Interior) | 44,7 |
| Castelo Branco-Nord - Alcaria    | En service (1999) (Concession: SCUT da Beira Interior) | 38,5 |
| Alcaria - Belmonte-Sud           | En service (2003) (Concession: SCUT da Beira Interior) | 21,5 |
| Belmonte-Sud - Guarda ()         | En service (2002) (Concession: SCUT da Beira Interior) | 32,5 |

## Trafic
| Section                                     | Trafic (en véhicules par jour) en 2010 |
| ------------------------------------------- | -------------------------------------- |
| Zibreira () - Torres Novas                  | 27391                                  |
| Entroncamento - Atalaia                     | 27330                                  |
| Atalaia - Tancos                            | 21541                                  |
| Abrantes-Ouest - Abrantes-Est               | 14427                                  |
| Abrantes-Est - Mouriscas                    | 13766                                  |
| Mouriscas - Mação                           | 10724                                  |
| Mação - Gavião                              | 9685                                   |
| Gavião - Envendos                           | 9543                                   |
| Envendos - Gardete                          | 9268                                   |
| Gardete - Riscada                           | 10178                                  |
| Riscada - Fratel                            | 10060                                  |
| Fratel - Perdigão                           | 10133                                  |
| Perdigão - Vila Velha de Ródão              | 11659                                  |
| Vila Velha de Ródão - Sarnadas de Ródão     | 12199                                  |
| Sarnadas de Ródão - Castelo Branco-Sud      | 12230                                  |
| Castelo Branco-Sud - Castelo Branco-Centre  | 9885                                   |
| Castelo Branco-Centre - Castelo Branco-Nord | 9022                                   |
| Castelo Branco-Nord - Alcains               | 14723                                  |
| Alcains - Lardosa                           | 11861                                  |
| Lardosa - Soalheira                         | 11657                                  |
| Soalheira - Castelo Novo                    | 10134                                  |
| Castelo Novo - Fundão                       | 11526                                  |
| Fundão - Alcaria                            | 11768                                  |
| Alcaria - Covilhã-Sud                       | 11251                                  |
| Covilhã-Sud - Covilhã-Nord                  | 8764                                   |
| Covilhã-Nord - Belmonte-Sud                 | 9965                                   |
| Belmonte-Sud - Belmonte-Nord                | 7859                                   |
| Belmonte-Nord - Benespera                   | 8431                                   |
| Benespera - Guarda                          | 9557                                   |
| Guarda -                                    | 8731                                   |

## Capacité
| Section               | Capacité | Longueur |
| --------------------- | -------- | -------- |
| Torres Novas - Guarda |          | 217 km   |

## Itinéraire

Carte de l'A23 Nord

Carte de l'A23 Sud

| Sorties                                        | Villes                                     |
| ---------------------------------------------- | ------------------------------------------ |
|                                                | Santarém Lisbonne                          |
| 01                                             | Zibreira                                   |
| Portique de péage de - € 1,20                  |                                            |
| 02                                             | Torres Novas                               |
| 03                                             | Entroncamento                              |
| Portique de péage de - € 1,10                  |                                            |
| 04                                             | Atalaia - Entroncamento IC 3 Tomar         |
| 05                                             | Tancos Linhaceira                          |
| 06                                             | Praia do Ribatejo Constância-Ouest         |
| 07                                             | Constância-Est Montalvo-Ouest              |
| Portique de péage de - € 1,00                  |                                            |
| 08                                             | Amoreira Montalvo-Est                      |
| 09                                             | Abrantes-Ouest                             |
| Portique de péage de - € 1,10                  |                                            |
| 10                                             | Alferrarede Abrantes-Est                   |
| Aire de service de Abrantes (km 44)            |                                            |
| 11                                             | Mouriscas                                  |
| Portique de péage de - € 1,30                  |                                            |
| 12                                             | Ortiga Mação                               |
| 13                                             | Domingos da Vinha - Gavião                 |
| Portique de péage de - € 1,25                  |                                            |
| 14                                             | Envendos                                   |
| 15                                             | Gardete Portalegre IP 2                    |
| Aire de service de Vila Velha de Rodão (km 80) |                                            |
| 16                                             | Juncal Riscada                             |
| 17                                             | Fratel                                     |
| Portique de péage de - € 1,35                  |                                            |
| 18                                             | Perdigão Proença-a-Nova IC 8               |
| 19                                             | Vila Velha de Ródão                        |
| Portique de péage de - € 1,50                  |                                            |
| 20                                             | Sarnadas de Ródão                          |
| Portique de péage de - € 0,90                  |                                            |
| 21                                             | Benquerenças Castelo Branco-Sud            |
| 22                                             | Castelo Branco-Centre                      |
| Portique de péage de - € 1,05                  |                                            |
| 23                                             | Castelo Branco-Nord                        |
| Aire de service de Castelo Branco (km 127)     |                                            |
| 24                                             | Alcains                                    |
| Portique de péage de - € 1,15                  |                                            |
| 25                                             | Lardosa                                    |
| 26                                             | Soalheira                                  |
| Portique de péage de - € 1,20                  |                                            |
| 27                                             | Castelo Novo                               |
| 28                                             | Fundão                                     |
| 29                                             | Alcaria                                    |
| Portique de péage de - € 1,50                  |                                            |
| Aire de service de Fundão (km 162)             |                                            |
| 30                                             | Covilhã-Sud                                |
| 31                                             | Covilhã-Nord                               |
| 32                                             | Belmonte-Sud                               |
| Portique de péage de - € 1,55                  |                                            |
| 33                                             | Belmonte-Nord                              |
| Portique de péage de - € 0,80                  |                                            |
| 34                                             | Benespera                                  |
| Portique de péage de - € 1,35                  |                                            |
| 35                                             | Guarda-Sud                                 |
| Aire de service de Guarda (km 214)             |                                            |
| 36                                             | Arrifana Viseu - Guarda-Nord Vilar Formoso |